# Хождение апостола Павла по мукам
Хождение апостола Павла по мукам  («Слово и видение апостола Павла») — апокриф, восходящий к греческому оригиналу, изданному Тишендорфом в его «Apocalypses apocryphae». Основанием для создания его послужило место во Втором послании к Коринфянам, где говорится (2Кор. 12:2–4) о том, что апостол Павел восхищен был в рай до третьего неба. Хождение начинается с повеления Господа апостолу Павлу призвать людей к покаянию. Вся природа жалуется на прегрешения человеческого рода: и солнце, и нощные светила (луна и звёзды), и особенно земля повествуют о беззакониях людей. В сильных выражениях негодует земля: она осуждена более всей твари и не может более терпеть блуда, воровства, разбойства, обмана и всех зол человеческих. Ангелы добрых людей являются с радостью к Богу, ангелы злых людей — доносят Господу о грехах с плачем и рыданием. После этого вступления идёт самое Хождение. Ангел показывает апостолу места праведников и муки грешников. Павел видел ничтожество земли и познал суетность «величества человеческого». Он видел, как покидают тело души грешника и праведника и как являются пред судом Божиим. Рай в «Хождении» изображён как роскошнейший сад с рекой, текущей млеком и мёдом; в нём живут и наслаждаются праведные люди. Далее следует описание мучений. На первую часть «Хождения» оказал влияние ветхозаветный апокриф «Книги Еноха», где также, между прочим, есть параллель между природой и человеком. Далее влияло церковное учение о мытарствах, доведённое в «Хождении» до крайностей. Есть общее между «Хождением» и хождением Богородицы по мукам; в обоих есть обращение к милосердию Божию. В Хождении Павла Христос даёт грешникам льготу. Духовный стих «Плач земли» основан на «Хождении». На «Хождение» ссылался святой Епифаний Кипрский.
Кандидат искусствоведения Анастасия Долгова отмечала влияние «Хождение апостола Павла по мукам» на иконографию «Лабиринта духовного» в русской иконописи XVIII века. В апокрифе описаны, а в иконе изображены смерть грешника и смерть праведника. Долгова отмечала, что сцена смерти праведника изображается близко к тексту «Видения апостола Павла», а вот смерть грешника — «немного иначе», как «противоположность смерти праведника, почти зеркально воспроизводя её общую композицию».